# Развлекательное устройство на основе электронно-лучевой трубки
«Развлекательное устройство на основе электронно-лучевой трубки» (англ. cathode ray tube amusement device) — первая в истории электронная игра с выводом изображения на экран электронно-лучевой трубки. Томас Т. Голдсмит — младший и Эстл Рэй Манн (англ. Estle Ray Mann) изобрели это устройство в 1947 году, вдохновившись экранами радаров, разработкой которых они занимались во время Второй мировой войны.
Устройство основано на аналоговых электронных компонентах с механическими органами управления. В нём нет цифровой электроники, исполняемой программы и запоминающего устройства. Игровой процесс базируется на управлении движением луча осциллографической электронно-лучевой трубки и его расфокусировкой в нужный момент времени для «поражения» целей, изображённых на помещаемой на экран прозрачной накладке. Из-за отсутствия растрового изображения, характерного для видеомониторов и телевизоров, данное устройство обычно не рассматривается как видеоигра, хотя и является первой известной игрой с выводом изображения на экран электронно-лучевой трубки.
25 января 1947 года авторы изобретения подали заявку на патент, который был ими получен 14 декабря 1948 года. Однако в массовое производство и продажу аппарат не поступил.

## Описание
Устройство состоит из осциллографической электронно-лучевой трубки (далее ЭЛТ), управляемой электронной схемой на восьми электронных лампах, и ручек для управления. Оно собрано только из аналоговых электронных компонентов, в него не входит ни цифровой компьютер, ни запоминающее устройство, у него нет исполняемой программы. На экран ЭЛТ помещаются прозрачные накладки с нанесёнными изображениями целей, например самолётов. Электронная схема управляет движением электронного луча таким образом, что он формирует на экране световое пятно, движущееся по параболической траектории, изображая таким образом полёт снаряда. По истечении определённого времени луч расфокусируется, в результате чего пятно расширяется и размывается, что изображает подрыв снаряда дистанционным взрывателем.

## Игровой процесс
Согласно описанию патента, игрок располагается у передней панели корпуса аппарата, на которую выведены экран ЭЛТ и управляющие рукоятки и переключатели. На экран накладываются различные цели. Игрок поворачивает ручки управления для настройки полёта снаряда, а затем замыкает переключатель, приводящий его в действие. Игрок должен за оговоренное время добиться настройки движения «снаряда» таким образом, чтобы его траектория пересекла контур цели и именно в этот момент произошла расфокусировка луча, имитирующая взрыв. Игроку специально рекомендовалось делать траекторию движения луча далёкой от прямой линии, чтобы «повысить требования к навыкам и внимательности». Историк-любитель Мэтт Блитц (англ. Matt Blitz) особо отмечает, что уже в 1947 году разработчики электронной игры придавали важное значение повышению её зрелищности с помощью спецэффектов. В патенте отмечается:
Игра может быть сделана более захватывающей и интересной как для игрока, так и для зрителей с помощью изображения взрыва катодным лучом при попадании в цель.
Оригинальный текст (англ.)The game can be made more spectacular, and the interest therein both from the player's and the observer's standpoint can be increased, by making a visible explosion of the cathode-ray beam take place when the target is hit.

## История

### Разработка
«Развлекательное устройство на основе электронно-лучевой трубки» было изобретено физиками Томасом Голдсмитом — младшим и Эстлом Рэем Манном. Они работали над производством телевизионного оборудования для компании DuMont Laboratories, создавшей одну из первых в мире сетей коммерческого телевидения. Голдсмит, который получил степень кандидата наук по физике в Корнеллском университете в 1936 году с акцентом на дизайн осциллографа, был на момент изобретения устройства директором по исследованиям для DuMont Laboratories в Нью-Джерси. В основу идеи легли экраны радаров, над которыми во время Второй мировой войны работал Голдсмит.

### Патент
Патент на устройство был зарегистрирован 25 января 1947 года и был опубликован 14 декабря 1948 года. Патент, вероятно первый для электронной игры, никогда не использовался ни изобретателями, ни DuMont Laboratories, и устройство существовало только в оригинальном прототипе ручной работы.

### После создания
В дальнейшем Голдсмит больше не занимался разработкой игровых устройств. Он был назначен вице-президентом DuMont в 1953 году, позже покинул компанию и в 1966 году стал профессором физики в университете Фурмана. По воспоминаниям его коллеги, профессора физики Билла Брантли (англ. Bill Brantley), Голдсмит сохранил устройство и демонстрировал его работу, но никогда не позиционировал своё изобретение как первую видеоигру.
До начала 2000-х годов устройство было неизвестно широкой публике. Патент на него найден только в июне 2002 года благодаря Ральфу Баеру, создателю Magnavox Odyssey, и Дэвиду Уинтеру, французскому коллекционеру и знатоку технологий 1970-х годов, во время поисков первых прототипов Odyssey в архивных хранилищах компании Magnavox. Там Дэвид Уинтер обнаружил коробку с документами, касающимися судебного процесса Magnavox, в ней и содержался патент данного устройства. Он опубликовал патент на своем веб-сайте в 2005 году.

## Влияние
Хотя «Развлекательное устройство на основе электронно-лучевой трубки» выводило изображение на экран осциллографа, оно обычно не рассматривается как претендент на звание первой в истории видеоигры, поскольку не основано на электронно-вычислительной машине и не создаёт растрового изображения. Историк Алекс Магун (англ. Alex Magoun) из Института инженеров электротехники и электроники отмечает примитивное электромеханическое управление игровым процессом и отсутствие элемента случайности. Тем не менее, это самая ранняя из известных интерактивных электронных игр, а также первое развлекательное устройство с электронным дисплеем.
В ретроспективе устройство Голдсмита и Манна рассматривается в качестве предка Space Invaders и Galaxian, однако оно не производилось серийно и не демонстрировалось широкой публике, поэтому не могло вдохновить других разработчиков и не оказало влияния на развитие индустрии видеоигр. Куратор Музея компьютерной истории Крис Гарсиа (англ. Chris Garcia) считает, что разработчики «Spacewar!» могли обнаружить патент Голдсмита постфактум, но не использовали его разработки в своём проекте.
D. S. Cohen, обозреватель классических видеоигр для веб-сайта Lifewire, отметил, что схожая технология экранных накладок использовалась в первой игровой приставке Magnavox Odyssey.